# Tracy Reid
Tracy LaShawn Reid (Miami, 1º novembre 1976) è un'ex cestista statunitense, professionista nella WNBA.

## Carriera
È stata selezionata dalle Charlotte Sting al primo giro del Draft WNBA 1998 (7ª scelta assoluta).

## Palmarès
- WNBA Rookie of the Year Award (1998)